# Parley P. Pratt
Parley Parker Pratt (padre) (Burlington, 12 de abril de 1807 - Alma, 13 de mayo de 1857) fue uno de los primeros líderes de La Iglesia de Jesucristo de los Santos de los Últimos Días, dirigente cuyos escritos llegaron a ser importantes exponentes de la naciente fe mormona.

## Trayectoria
Nombrado miembro del Quórum de los Doce Apóstoles en 1835, Pratt fue parte de la exitosa misión SUD en Gran Bretaña entre 1839 y 1841.
Ha sido llamado "el Apóstol Pablo del Mormonismo" por defender doctrinas mormonas muy particulares. Practicó la poligamia y fue asesinado en 1857 por el exmarido de su duodécima esposa.
Participó en la exploración, el reconocimiento, la construcción y el mantenimiento de la primera carretera trazada para el transporte público en cañón Parley en Salt Lake City, nombrado así en su honor.